# Park Court赤坂 The Tower

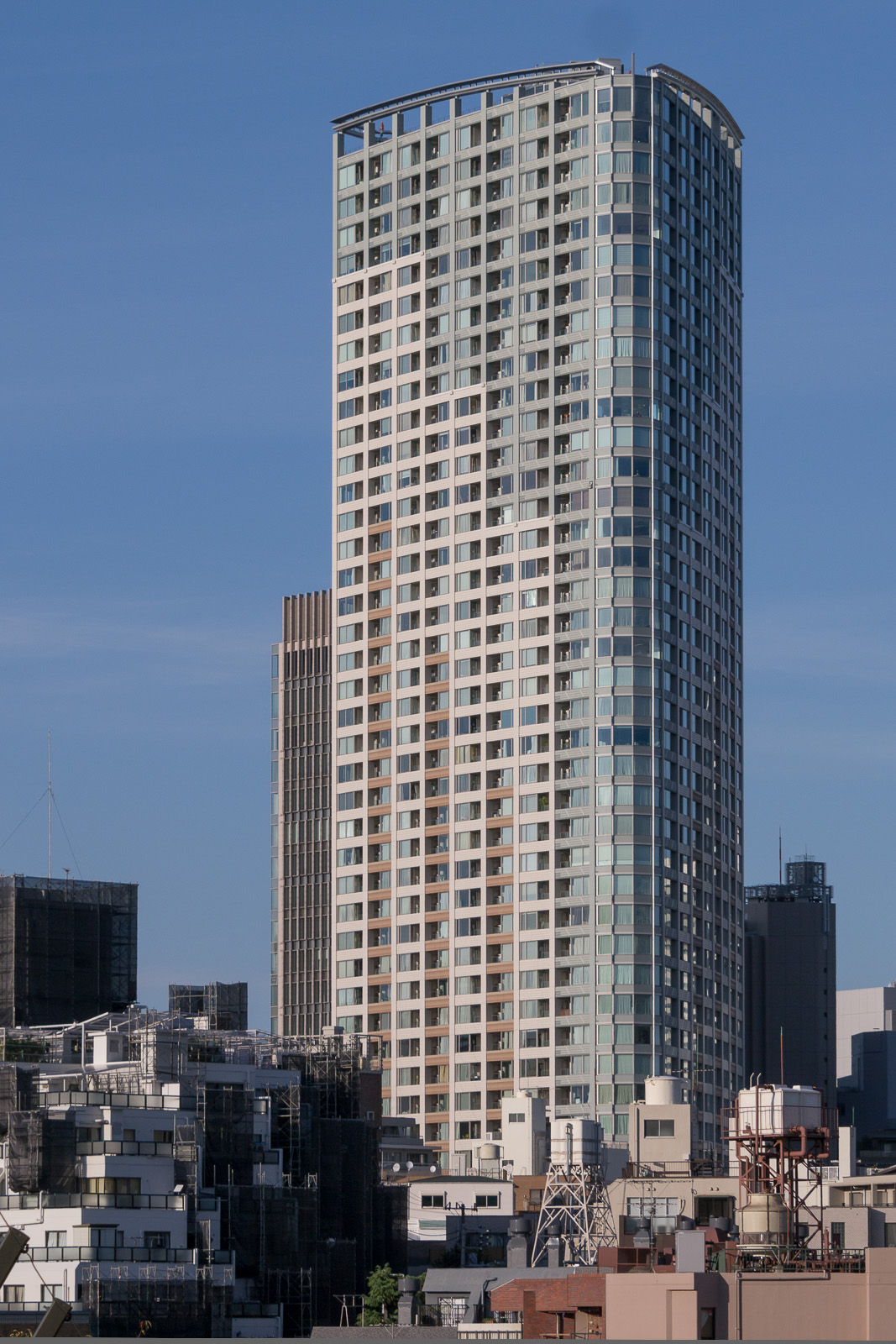

Park Court赤坂 The Tower（日语：パークコート赤坂 ザ タワー）是位於日本東京都港區赤坂的一座超高層公寓。這座公寓是赤坂藥研坂南地区第一種市街地再開發事業的一部分。三井不動產、新日鐵都市開發是該公寓的主要開發商。

## 外部連結
- 赤坂四丁目薬研坂南地区第一種市街地再開発事業 （页面存档备份，存于）